# Nenegativna matrika
Nenegativna matrika je matrika katere elementi so enaki ali večji od nič:
{\displaystyle \mathbf {X} \geq 0,\qquad {\text{za vse}}\,x_{ij}\geq 0.}
Matrika, ki pa ima vse elemente večje od nič, se imenuje pozitivna matrika.
Nenegativne matrike predstavljajo matrike prehoda za Markovske verige. 

## Obratna matrika
Obratna matrika nesingularne matrike M je nenegativna matrika. Kadar pa je nesingularna matrika M simetrična, jo imenujemo Stiltjesova matrika.

## Značilnosti
Pozitivna matrika ni isto kot pozitivno definitna matrika. 
Lastne vrednosti in lastne vektorje kvadratne pozitivne matrike opisuje Perron-Frobeniusov izrek.

## Skupine nenegativnih matrik
Znanih je več skupin matrik, ki so nenegativne. Med njimi so stohastična matrika, dvojno stohastična matrika in nenegativna simetrična matrika ter še nekaj drugih.